# 城野亀吉
城野 亀吉（しろの かめきち、1888年〈明治21年〉7月27日 - 没年不明）は、昭和時代前期の官吏。京都市左京区長、上京区長。東京市牛込区長、品川区長。

## 経歴
城野林平の五男として新潟県加茂郡下新穂村（佐渡郡新穂村を経て、現佐渡市）に生まれる。1914年（大正3年）広島高等師範学校を卒業し京都市に奉職する。同市視学、秘書課長、左京区長、上京区長を経て、東京市視学に転じる。1936年（昭和11年）10月、牛込区長に就任し、1938年（昭和13年）12月まで務めた。その後、社会局保護課長、市監査部区務監察課長を経て、1939年（昭和14年）12月、品川区長となった。
戦後、日本歯車協会理事長となった。

## 著作
- 『実習を主としたる最新地理教授精義』目黒書店、1921年。